# Gary Burger
Pour les articles homonymes, voir Burger.
Gary Burger (Bemidji, 7 juin 1942-Turtle River (Minnesota), 14 mars 2014), est un musicien américain connu pour avoir été le chanteur et le guitariste du groupe The Monks.

## Biographie
Engagé dans l'armée américaine dès sa sortie de l'école, il fonde le groupe Five Torquays en 1964 avec quatre autres soldats qu'il a rencontré en Allemagne et joue alors essentiellement des morceaux de Chuck Berry. L'année suivante, le groupe devient The Monks et sort en 1966 son premier album Black Monk Time chez Polydor Records, événement musical puisque créateur d'un nouveau genre, le garage rock. Ils se séparent en 1967.
Burger reprend alors des études à l'université d'État de Bemidji grâce au G.I. Bill. Il travaille ensuite dans la production de films et de publicités et ouvre son propre studio d'enregistrement.
En 1997, The Monks se reforme à l'occasion des trente ans de l'album Black Monk Time.
Élu maire de Turtle River (Minnesota) en 2006, il y meurt d'un cancer du pancréas le 14 mars 2014.